# Polytechnicum de Marne-la-Vallée
Le Polytechnicum de Marne-la-Vallée est un groupement d'intérêt public (GIP) qui a fédéré les projets communs de 18 établissements d’enseignement supérieur et de recherche de l'Est de la région Ile-de-France.
En 2007, il est remplacé par un PRES, puis en 2014, par la Communauté d'universités et établissements Université Paris-Est (ComUE UPE).

## Membres
Les membres en étaient :
- Centre d'études de l'emploi (CEE)
- Centre de formation d'apprentis (CFA Descartes)
- Centre de formation d'apprentis Ingénieurs 2000 (CFA Ingénieurs 2000)
- Centre scientifique et technique du bâtiment (CSTB)
- Conservatoire national des arts et métiers (CNAM)
- École d'architecture de la ville et des territoires (EAVT)
- École nationale des ponts et chaussées (ENPC)
- École nationale des sciences géographiques (ENSG / IGN)
- École nationale supérieure Louis-Lumière (ENS Louis-Lumière)
- École supérieure de commerce international (ESCI) - CCI 77 (Chambre de commerce et d'industrie de Seine-et-Marne)
- École supérieure d'ingénieurs en électronique et électrotechnique (Groupe ESIEE) - CCI de Paris
- École supérieure d'ingénieurs en informatique et génie des télécommunications (ESIGETEL)
- Institut de recherches économiques et sociales (IRES)
- Institut français d'urbanisme (IFU) - UPEM
- Institut national de recherche sur les transports et leur sécurité (INRETS)
- Institut supérieur de technologie et management (ISTM) - CCI de Paris
- Laboratoire central des ponts et chaussées (LCPC)
- Lycée Jean Moulin de Torcy (classe préparatoire aux études supérieures)
- Université Paris-Est-Marne-la-Vallée (UPEM)